# Aleksei Kossiguin
Aleksei Nikolàievitx Kossiguin (rus: Алексе́й Никола́евич Косы́гин) (Sant Petersburg, 8 de febrer de 1904 – Moscou, 18 de desembre de 1980) va ser un polític soviètic, primer ministre de l'URSS entre els anys 1964 i 1980.

## Biografia
Nascut a Petrograd, actual Sant Petersburg, Kossiguin es va unir a l'Exèrcit Roig l'any 1919, en plena Guerra Civil russa, a l'edat de 15 anys. Després d'haver participat en el conflicte, es va formar al Col·legi Cooperatiu de Leningrad (avui Sant Petersburg) i se'n va anar a treballar a Sibèria, on es va unir al Partit Comunista de la Unió Soviètica (PCUS) l'any 1927. Als anys 30, va estudiar a l'Institut Tèxtil de Leningrad, i més tard va treballar com a enginyer, fins que es va convertir en director de la fàbrica tèxtil Oktiàbrskaia a Leningrad, la seva ciutat natal.
La Gran Purga de Stalin va ocasionar grans baixes a la burocràcia del Partit, la qual cosa va permetre que Kossiguin hi entrés com a alliberat per tal de dirigir la feina del Departament Industrial i de Transports del PCUS de Leningrad l'any 1938. L'any 1939 fou nomenat Comissari del Poble (ministre) de la Indústria Tèxtil. Aquell mateix any, va ser elegit membre del Comitè Central del Partit Comunista. De 1940 a 1946 va ser Vicepresident del Consell de Comissaris del Poble de l'URSS, amb responsabilitat sobre les indústries de consum. També va ser Primer Ministre de la República Socialista Federada Soviètica de Rússia de 1943 a 1946.
Després de la mort de Stalin el 15 de març de 1953, Kossiguin va ser degradat de les seves posicions, però gràcies al fet que era un aliat molt proper de Nikita Khrusxov, la seva carrera política va prosseguir. Va ser designat President del Comitè Estatal de Planificació de l'URSS l'any 1959, i de nou va ser membre de ple dret del Politburó l'any 1960. Quan Nikita Khrusxov va ser obligat a dimitir, Kossiguin el va substituir com a President del Consell de Ministres de l'URSS, inicialment sota la forma d'una troika juntament amb Leonid Bréjnev com a Secretari General del PCUS i Anastàs Mikoian, i després Nikolai Podgorni, com a Caps d'Estat.
Kossiguin va intentar dur a terme reformes econòmiques, per tal de fer girar l'èmfasi que l'economia soviètica feia sobre la indústria pesant i la producció militar cap a la indústria lleugera i la producció de béns de consum. Bréjnev no donava suport a aquesta política i desestimava les reformes de Kossiguin. A finals de la dècada dels 60, Bréjnev era el líder inqüestionable de l'URSS. Tot i que Kossiguin va mantenir la seva posició com a Primer Ministre i membre del Politburó fins a la seva mort, la seva autoritat va anar-se afeblint extraordinàriament.
Kossiguin es va posar malalt i va dimitir de tots els seus càrrecs el 23 de octubre de 1980, i va morir poques setmanes més tard.
L'Institut Tèxtil Estatal de Moscou va portar el seu nom fins a l'any 1991, i des del 1999 la Universitat Tèxtil Estatal de Moscou s'anomena UTEM AN Kossiguin.